# Passo di Ganda
Der Passo di Ganda ist ein 1060 m s.l.m. hoher Gebirgspass in der italienischen Region Lombardei. Er liegt in der Provinz Bergamo in den Bergamasker Alpen und verbindet über die Provinzstraße SP41 die Gemeinde Gazzaniga im Osten mit Aviatico im Westen. Sein Name geht auf die kleine Ortschaft Ganda zurück, die sich unweit der Passhöhe befindet.

## Auffahrten
Die Ostauffahrt beginnt in der Gemeinde Gazzaniga und führt über eine schmale kurvige Straße auf die Passhöhe. Im Schnitt liegt die Steigung des 9,2 Kilometer langen Passes bei 7,3 %, wobei die letzten 2,5 Kilometer Steigungsprozente von rund 10 % aufweisen. Im unteren Teil werden die Ortschaften Masserini und Orezzo durchfahren, ehe die Straße in dicht bewaldetes Gebiet führt.
Die Westauffahrt beginnt in der Gemeinde Aviatico bei einem Kreisverkehr und ist mit einer Länge von 2,9 Kilometern nicht nur kürzer, sondern auch deutlich flacher. Auf den ersten 1,9 Kilometern führt die Straße flach durch die Ortschaft Amora, ehe der letzte Kilometer mit rund 6 % zur Passhöhe führt.

## Radsport
Lombardei-Rundfahrt
Bei der Lombardei-Rundfahrt wurde der Passo di Ganda erstmals im Jahr 2014 überquert. Er stellte damals den höchsten Punkt des Rennens dar, wurde jedoch bereits 70 Kilometer vor dem Ziel überquert. Im Jahr 2021 stellte der Pass rund 30 Kilometer vor dem Ziel die letzte größere Schwierigkeit da. Damals nutzte der Slowene Tadej Pogačar den Anstieg um sich von den andern Favoriten abzusetzen. Nur ein Jahr später wurde der Passo di Ganda in der frühen Phase des Rennens überquert. Bei der Lombardei-Rundfahrt des Jahres 2023 kehrte der Pass wieder als letzter großer Anstieg zurück, wobei  Tadej Pogačar die ersten flacheren Kilometer der Abfahrt nutzte um seine dritte Lomabrei-Rundfahrt in Folge zu gewinnen.
Giro d‘Italia
Der Giro d’Italia überquerte den Passo di Ganda bislang nur einmal. Im Jahr 2011 bildete er als Bergwertung der 2. Kategorie den einzigen Anstieg der 18. Etappe, die in San Pellegrino Terme zu Ende ging. Mit Marco Pinotti führte damals ein Italiener über die Passhöhe.
| Jahr | Etappe     | Bergwertung  | Erster am Gipfel | Auffahrt |
| ---- | ---------- | ------------ | ---------------- | -------- |
| 2011 | 18. Etappe | 2. Kategorie | Marco Pinotti    | Ost      |